# チェイフィー (ミサイル駆逐艦)
|          |                                                                                              |
| 艦歴     |                                                                                              |
| 発注     | 1998年3月6日                                                                                 |
| 起工     | 2001年4月12日                                                                                |
| 進水     | 2002年11月2日                                                                                |
| 就役     | 2003年10月18日                                                                               |
| 退役     |                                                                                              |
| その後   |                                                                                              |
| 母港     | ハワイ州真珠湾                                                                               |
| 要目     |                                                                                              |
| 排水量   | 9,648 トン                                                                                   |
| 全長     | 155.3 m (509 ft 6in)                                                                         |
| 全幅     | 20.1 m (66 ft)                                                                               |
| 吃水     | 9.4 m (31 ft)                                                                                |
| 機関     | COGAG方式                                                                                    |
| 機関     | LM 2500-30ガスタービンエンジン (27,000shp) ×4基                                              |
| 機関     | 可変ピッチプロペラ（5翔）×2軸                                                                |
| 最大速   | 31ノット                                                                                     |
| 航続距離 | 4,400 海里（20ノット時）                                                                     |
| 乗員     | 士官、兵員 380名                                                                             |
| 兵装     | Mk.45 mod.4 5インチ単装砲 ×1基                                                               |
| 兵装     | Mk.38 25mm単装機関砲 ×2基                                                                    |
| 兵装     | Mk.15 20mmCIWS×1基                                                                           |
| 兵装     | M2 12.7mm機銃 ×4挺                                                                           |
| 兵装     | Mk.41 mod.7 VLS ×96セル - SM-2MR SAM - ESSM 短SAM - VLA SUM - トマホーク SLCM などを発射可能 |
| 兵装     | Mk.32 3連装短魚雷発射管×2基                                                                  |
| 艦載機   | MH-60R×2機搭載可能                                                                           |
| C4ISTAR  | AWS B/L 6 (Mk.99 GMFCS×3基)                                                                  |
| C4ISTAR  | AN/SQQ-89A(V)15                                                                              |
| センサ   | AN/SPY-1D(V) 多機能レーダー×4面                                                              |
| センサ   | AN/SPS-67 対水上レーダー×1基                                                                 |
| センサ   | AN/SQS-53C(V)1艦首装備ソナー                                                                 |
| 電子戦   | AN/SLQ-32(V)3 ESM/ECM装置                                                                    |
| 電子戦   | Mk 36 SRBOC デコイ発射機                                                                     |
| モットー | Commanding the Seas                                                                          |

チェイフィー (英語: USS Chafee, DDG-90) は、アメリカ海軍のミサイル駆逐艦。アーレイ・バーク級ミサイル駆逐艦の40番艦。艦名はガダルカナル島の戦いに参加した退役軍人であるジョン・チェイフィー上院議員に因む。

## 艦歴
チェイフィーはメイン州バスのバス鉄工所で2001年4月12日に起工、2002年11月2日に進水し2003年10月18日に就役した。チェイフィーは太平洋艦隊に所属しハワイの真珠湾を拠点として活動している。
2007年6月1日にソマリアのバルガルで現地民兵と交戦中であったテロ活動容疑者を砲撃した。
チェイフィーおよびマンセンの建造は鋼板の切断から公試までディスカバリーチャンネルのテレビ・スペシャル『Destroyer: Forged in Steel』でドキュメント化された。
2017年10月2日、横須賀母港の空母ロナルド・レーガンに帯同して香港に寄港後、10日に南シナ海/パラセル諸島付近を航行し「航行の自由」作戦の一環で遂行されたと発表された。

### 日本への寄港
- 2009年3月 - 海上自衛隊佐世保基地へ寄港。
- 2012年3月 - 佐世保基地へ寄港。
- 2017年2月 - 舞鶴基地へ寄港。
- 2021年10月6日 - 佐世保基地へ寄港。
- 2021年10月29日 - 舞鶴基地へ寄港[1]。